# Църмариново
Църмариново или Църно Мариново (на гръцки: Μαρίνα, Марина, до 1926 Σερμαρίνοβο, Сермариново, Σερμορίνοβο, Сермориново, катаревуса Σερμορίνοβον, Сермориновон, Τσαρμορινό) е село в Република Гърция, област Централна Македония, дем Негуш.

## География
Селото е разположено на Голема река в областта Сланица на 140 m надморска височина в североизточното подножие на планината Каракамен на 8 km североизточно от град Негуш (Науса) и на 10 km югозападно от Въртокоп (Скидра). В селото е разположен Църмариновският манастир „Преображение Господне“, който е подчинен на Воденската митрополия. Църквата в селото е „Света Марина“.

## История

### В Османската империя
Според гръцки източници в края на XVIII век жителите на селото говорят „славомакедонски“.
В края на XIX век селото е във Воденската каза на Османската империя. В „Етнография на вилаетите Адрианопол, Монастир и Салоника“, издадена в Константинопол в 1878 година и отразяваща статистиката на населението от 1873 година, Църмориново (Tzarmorinovo) е посочено като село във Воденска каза с 83 домакинства и 458 жители българи. Според статистиката на Васил Кънчов („Македония. Етнография и статистика“) в 1900 година в Цър-Мариново (Църно Мариново) живеят 400 българи. По данни на секретаря на Българската екзархия Димитър Мишев („La Macédoine et sa Population Chrétienne“) в 1905 година в Църмариново има 208 българи патриаршисти гъркомани и работи гръцко училище.

### В Гърция
В 1912 година през Балканската война в селото влизат гръцки войски, а след Междусъюзническата война в 1913 година Църмариново остава в Гърция. В 1913 година Панайотис Деказос, отговарящ за земеделието при Македонското губернаторство, споменава Църмариново (Τσερμορίνοβο) като село населено със „славяногласни елини“. Боривое Милоевич пише в 1921 година („Южна Македония“), че Църмориново (Цьрмориново) има 50 къщи славяни християни.
В 1923 година в селото са заселени малко гърци, бежанци от Турция. В 1928 година Църмариново е смесено местно-бежанско селище с 65 бежански семейства и 270 жители бежанци. В 1927 година селото е прекръстено на Марина.
В 1998 година Хаджидимитровата кула в селото е обявена за паметник на културата.
Селото е богато, защото част от землището се напоява добре и дава високи добиви. Главен продукт са овошките, като се сее и пшеница. Частично е развито и скотовъдството.
Според Тодор Симовски към края на XX век около две трети от населението са потомци на местни жители, а една трета - на бежанци.
| Година    | 1913 | 1920 | 1928 | 1940 | 1951 | 1961 | 1971 | 1981 | 1991 | 2001 | 2011 | 2021 |
| --------- | ---- | ---- | ---- | ---- | ---- | ---- | ---- | ---- | ---- | ---- | ---- | ---- |
| Население | 223  | 414  | 558  | 786  | 827  | 994  | 972  | 957  | 1036 | 1076 | 1042 | 903  |

## Личности
Родени в Църмариново
- Яни Ташов (1919 – 1948), гръцки комунист, партизанин на ЕЛАС, войник на ДАГ, сражавал се на Вич, Каймакчалан, завършил Военното офицерско училище на ДАГ, загива при Главата на 17 октомври 1948 година, посмъртно е произведен в лейтенант[13]